# Chine Lanzmann
Pour les articles homonymes, voir Lanzmann.
Chine Lanzmann, née le 29 août 1966, est une animatrice de télévision et romancière française. Elle est la fille de Jacques Lanzmann, la nièce de Claude Lanzmann et, par sa mère Anne Segalen, petite-fille d'Yvon Segalen et arrière-petite-fille de Victor Segalen, poète et sinologue réputé, qui a en cette qualité inspiré son prénom.

## Télévision
Elle a été animatrice et productrice de l'émission Cyber-Culture, diffusée sur Canal+ au milieu des années 1990.

## Publications
Chine Lanzmann a écrit plusieurs romans puis des livres pratiques sur l'entrepreneuriat, dont Gagner sa vie en se faisant plaisir qui est devenu un best-seller.
Elle a aussi écrit un roman interactif édité par Froggy Software en 1986, La Femme qui ne supportait pas les ordinateurs. Ce jeu vidéo a pour cadre les salons de chat du réseau Calvados, et est inspiré des expériences de Lanzmann sur ce réseau, dans lequel elle était très impliquée à l'époque.

## Start-up internet
En 1999, Chine a co-fondé avec Alexandra de Waresquiel Newsfam (précédemment desfemmes.com), une start-up proposant un des premiers magazines féminins en ligne, et victime de la bulle internet.

## Formation
En plus d'être associée de Good Futur (sic), c'est-à-dire « good future », l'entreprise qu'elle a créée avec son mari Laurent Edel à la suite de leur voyage autour du monde à la recherche des bonnes idées d'affaires, Chine Lanzmann est aujourd'hui formatrice à destination des femmes, pour « développer le leadership au féminin ». Elle participe à des conférences (Essec, Sciences Po et HEC Féminin) et à Psychologie Magazine.
Elle travaille sur la base de la communication non violente de Marshall Rosenberg.